# Geophis dugesii
Geophis dugesii är en ormart som beskrevs av Bocourt 1883. Geophis dugesii ingår i släktet Geophis och familjen snokar.
Arten förekommer i västra Mexiko. Den lever mellan 1500 och 2050 meter över havet. Individerna vistas i skogar som domineras av ekar, tallar och granar. Geophis dugesii gömmer sig ofta i lövskiktet. Honor lägger ägg.
I begränsade regioner hotas beståndet av skogens omvandling till odlingsmark. IUCN kategoriserar arten globalt som livskraftig.

## Underarter
Arten delas in i följande underarter:
- G. d. dugesii
- G. d. aquilonaris